# پادژ (کروشواتس)
پادژ (به صربی: Padež) یک منطقهٔ مسکونی در صربستان است که در کروشواتس واقع شده‌است. پادژ ۸۷۷ نفر جمعیت دارد.